# شرکت سرمایه‌گذاری اس‌ام
شرکت سرمایه‌گذاری اس‌ام (به انگلیسی: SM Investments Corporation) شرکت هلدینگ فیلیپینی است، که در زمینه ارائه خدمات مالی و بانکداری، هتلداری، مدیریت مراکز خرید، توسعه املاک و مستغلات، خدمات گردشگری و خرده‌فروشی فعالیت می‌کند.
شرکت سرمایه‌گذاری اس‌ام در سال ۱۹۶۰ توسط هنری سای تاسیس شد و در حال حاضر مالک شبکه‌ای از ۲۰۸ سوپرمارکت، هایپرمارکت و سوپراستور، ۳۰ بوتیک، ۴۷ مرکز خرید، ۲ بانک و شمار زیادی شرکت تابعه و زیرمجموعه می‌باشد، که از زیرمجموعه‌های آن می‌توان به بانکو دی اورو (بزرگترین بانک فیلیپین) و شرکت توسعه اس‌ام (بزرگترین شرکت املاک و مستغلات فیلیپین) اشاره نمود.
دفتر مرکزی این شرکت در شهر ماکاتی، فیلیپین قرار دارد و بخشی از سهام آن در بازار بورس اوراق بهادار فیلیپین معامله می‌شود. خانواده سای، مالک اکثریت سهام شرکت سرمایه‌گذاری اس‌ام می‌باشد.